# Eucereon rogersi
Eucereon rogersi är en fjärilsart som beskrevs av Druce 1884. Eucereon rogersi ingår i släktet Eucereon och familjen björnspinnare. Inga underarter finns listade i Catalogue of Life.